# Knospe (Zoologie)
Die Knospe ist bei Tieren das Stück des elterlichen Körpers, aus dem auf ungeschlechtlichem Weg ein neues Individuum heranwächst und entweder zeitlebens mit dem elterlichen Tier in Zusammenhang bleibt oder sich später von ihm loslöst.
Im Gegensatz zum Ei, das stets eine einzige Zelle darstellt, besteht die Knospe aus mehreren Zellen und zwar sowohl aus solchen der Hautschicht (Ektoderm) als auch aus denen der Darmschicht (Entoderm). Die Knospe hat die wichtigsten Körperschichten (Keimblätter) bereits in sich, während sie sich im Ei erst neu bilden müssen.
Die Fortpflanzung durch Knospen, die Knospung, ist eine Abart der ungeschlechtlichen Fortpflanzung durch Teilung, bei der das Individuum in zwei unter sich gleich große Individuen zerfällt und Sprossung bei der ein kleineres und ein größeres Individuum entstehen.
Sie ist nur bei niederen Tieren allgemein verbreitet, z. B. bei den Schwämmen, Hydrozoen und Schirmquallen, und führt hier sehr oft zur Bildung von umfangreichen Kolonien (etwa bei den Korallen und den Moostierchen); auch braucht nicht immer das Junge dem elterlichen Tier zu gleichen (z. B. festsitzende Hydroid-polypen erzeugen durch Knospung frei schwimmende Quallen).
Bei niederen Tieren dienen die Knospen als Hibernakel oder Statoblasten auch zur Überdauerung von Trocken- oder Kältezeiten.